# 아시아뉴스통신
아시아뉴스통신(Asianews)은 대한민국의 민영 뉴스 통신사이다. 2008년 10월 28일 출범해, 2009년 1월에는 로이터 통신과 해외 뉴스 공급에 관한 협약을 체결했다. 2009년 2월 문화체육관광부로부터 정식 통신사 등록을 받아 통신사 서비스를 시작했다. 2009년 6월에는 중국의 신화통신과 뉴스공급에 관한 협약을 체결하고 아시아의 뉴스 공급 체계를 구축했다.
총괄본사와 서울본사를 비롯해 경기, 인천, 강원, 충청, 전라, 경상,부산,제주도 등 모두 16개 지역에 '아시아뉴스통신' 취재본부가 설립되어 있다.